# Гідрогеологія Бельгії
З півдня на північ Бельгії виділяються такі гідрогеологічні структури: околиця Паризького артезіанського басейну, Арденнська гідрогеологічна складчаста структура, Льєзький артезіанський басейн (типу крайового прогину), Брабантська гідрогеологічна складчаста структура та Нижньорейнський артезіанський басейн.
Загальні ресурси прісних підземних вод в країні — 0,9-2,6 млрд м³, щорічний водозабір — бл. 600 млн м³.